# S-League de 2010
A S.League de 2010 foi a 15º edição da liga profissional de futebol de Singapura, a S.League.
A liga contou com doze clubes. O Étoile FC de jogadores franceses foi o campeão, sendo o vice o Tampines Rovers.